# Каприору (Дамбовица)
Каприору (рум. Căprioru) насеље је у Румунији у округу Дамбовица у општини Татарани. Oпштина се налази на надморској висини од 341 m.

## Становништво
Према подацима из 2002. године у насељу је живело 1915 становника, од којих су сви румунске националности.